# Ram Rothberg
Pour les articles homonymes, voir RAM.
Ram Rothberg (en hébreu: רם רוטברג ), né le 2 mai 1964 dans la moshav de Kfar Hess (en), est un militaire israélien. 

## Biographie
Il est vice-amiral dans les Forces de défense israéliennes qui est le chef de la marine israélienne depuis le 10 octobre 2011.